# Randia pringlei
Randia pringlei là một loài thực vật có hoa trong họ Thiến thảo. Loài này được (S.Watson) A.Gray miêu tả khoa học đầu tiên năm 1886.